# Barsanuphe de Gaza
Pour les articles homonymes, voir Barsanuphe (homonymie).
Barsanuphe de Gaza est un moine du VIe siècle de la région de Gaza en Palestine et vénéré comme saint par l'Église catholique et l'Église orthodoxe. Les orthodoxes le fêtent le 6 février dans le calendrier julien, et les catholiques le 11 avril. Ses fêtes locales à Oria ont lieu le 20 février et 30 août (translation).

## Biographie
La vie de Barsanuphe, au Ve siècle et au début du VIe siècle, est mal connue. Né en Égypte, et devenu ermite près d'un monastère de la région de Gaza, il est surnommé « le Grand Vieillard ». Consulté par tous les milieux, moines, laïcs et évêques, il a laissé une importante correspondance, liée à celle de Jean de Gaza. En effet, les deux moines avaient décidé de ne pas se parler, mais d'échanger uniquement par écrit. Barsanuphe faisait de même avec ses autres interlocuteurs, ce qui a donné un important nombre de lettres qui ont pu ensuite être publiés dans différents recueils,. Dorothée de Gaza et Dosithée comptent parmi ses disciples. Plus de huit cents lettres de lui nous sont parvenues qui permettent de comprendre le monachisme de cette époque,.
Ses reliques ont fait l'objet d'une translation en Italie à Oria au IXe siècle. Elles sont placées par l'évêque Théodose près de la porte de la ville dans une ancienne basilique. La basilique sera plus tard détruite par les Sarrazins, et la localisation du tombeau du saint se perd. Ses reliques sont plus tard retrouvées et elles sont alors transférées dans la cathédrale de la ville où elles sont toujours vénérées.

## Texte édité
Ils avaient peur de l'interroger

« Un frère interrogea le Grand Vieillard ː « Je te supplie, seigneur abbé, car mon âme a été bléssée, et je ne cessais de vouloir t'implorer à ce sujet, mais j'avais peur et je me disais ː "Jamais je ne le ferai ni ne tenterai l'Esprit du Seigneur ǃ" et mon abbé m'a dit que c'était une grande défaite pour l'âme que de ne pas interroger. Je te supplie donc, par le Seigneur, de prier pour moi et de m'indiquer comment me sauver, et pardonne-moi. »

Réponse de Barsanuphe ː « Frère, tu te réveilles un peu tard, alors que tes bléssures empestent déjà et sont infectées. Cependant, si tu veux être sauvé, fais pénitence et retranche tous ces germes de mort, puis dis avec David ː Maintenant je commence (Ps 76,11). Tu seras jugé quant au mépris que tu mets à interroger, et tu auras à rendre compte de tout cela non seulement pour le passé, mais pour l'avenir. Désormais veille sur toi et ne perds pas le salaire, ou plutôt le temps, en négligeant ton salut que le Seigneur aime ». »

— Lettre 379, trad. L. Regnault, Paris, Cerf, 2000, Sources Chrétienne 450, p. 413-415.

## Édition et traduction récentes
: document utilisé comme source pour la rédaction de cet article.
Barsanuphe & Jean de Gaza, Correspondance (Clavis Patrum Græcorum 7350):
- vol. I, Aux solitaires, tome I, Lettres 1-71, coll. Sources chrétiennes, 426, Paris, 1997[7] ;
- vol. I, Aux solitaires, tome II, Lettres 72-223, coll. Sources chrétiennes, 427, Paris, 1998 ;
- vol. II, Aux cénobites, tome I, Lettres 224-398, coll. Sources chrétiennes, 450, Paris, 2000   ;
- vol. II, Aux cénobites, tome II, Lettres 399-616, coll. Sources chrétiennes, 451, Paris, 2000  ;
- vol. III : Aux laïcs et aux évêques, Lettres 617-848, coll. Sources chrétiennes, 468, Paris, 2002.